# 벡타시 교단

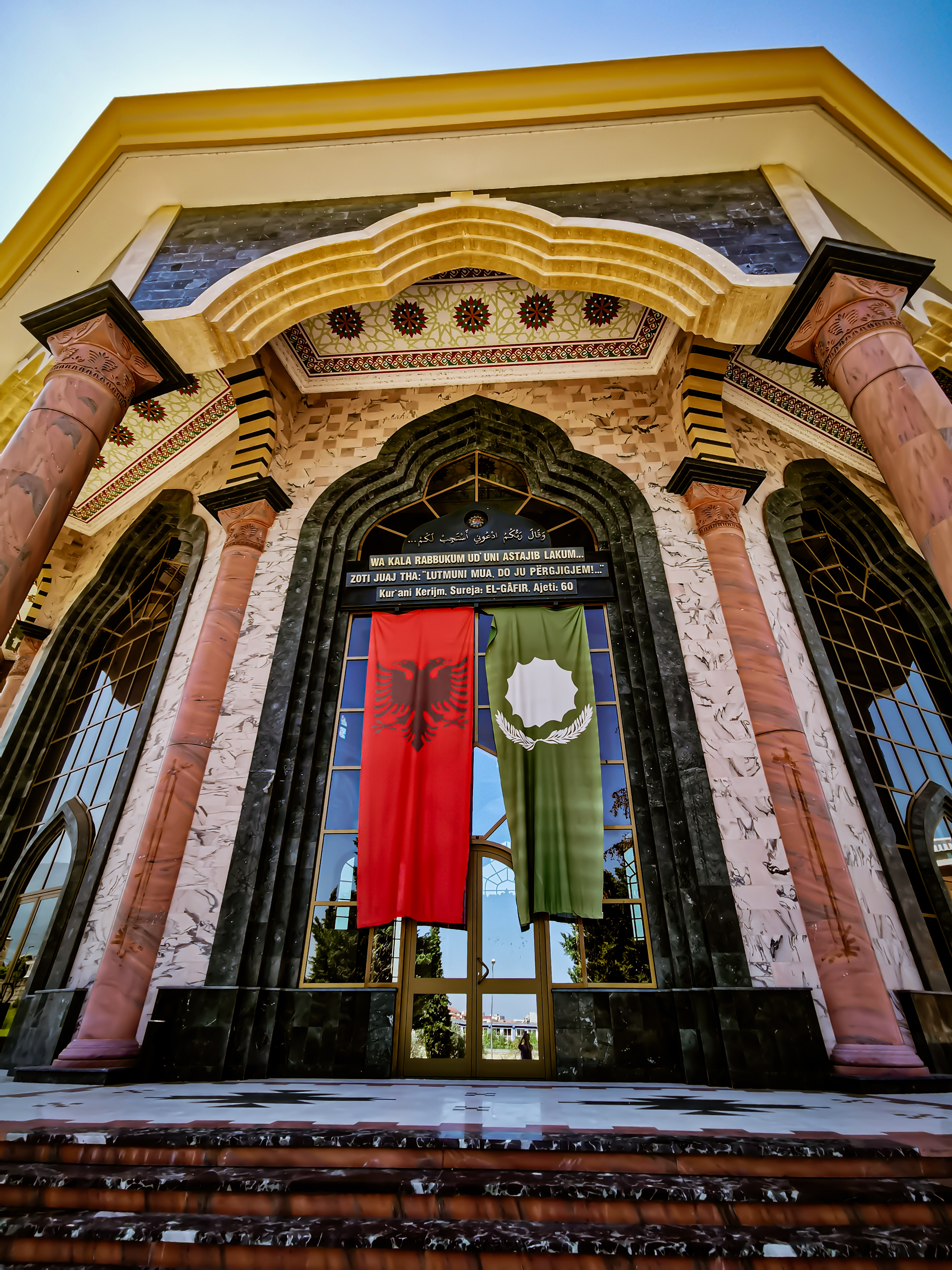
벡타시 세계 본부

벡타시 교단(알바니아어: Bektashiane 벡타시아네 또는 오스만 튀르크어: بكتاشیلك 벡타시이크, 영어: Bektashi Order)는 시아파의 열두 이맘파에서 분파한 수피즘 교단이다. 13세기에 호라산 출신의 성자인 하지 박타시 왈레가 아나톨리아 지방에서 설립하고 발전을 이루었다. 기독교적 요소가 들어있으며, 성인은 전 세계에 속한다라는 주장을 펼쳤다. 16세기에는 발름 술탄이 교단의 조직과 중앙 집권화에 성공하고 중흥시켰다.

## 같이 보기
- 크즐바시